# Iberg (Zwitserland)
Iberg is een voormalige gemeente in het Zwitserse kanton Schwyz. In 1884 werd de gemeente opgedeeld in de gemeenten Unteriberg en Oberiberg.